# Condado de Steuben (Indiana)
El condado de Steuben (en inglés: Steuben County) es un condado en el estado estadounidense de Indiana. En el censo de 2000 el condado tenía una población de 33 214 habitantes. La sede de condado es Angola. El condado fue formado en 1837 a partir de una porción del condado de LaGrange. Fue nombrado en honor a Friedrich Wilhelm von Steuben, un oficial prusiano que luchó en el bando estadounidense durante la Guerra de Independencia de los Estados Unidos.

## Geografía
Según la Oficina del Censo, el condado tiene un área total de 835 km² (322 sq mi), de la cual 800 km² (309 sq mi) es tierra y 35 km² (13 sq mi) (4,27%) es agua.

### Condados adyacentes
- Condado de Branch, Míchigan (norte)
- Condado de Hillsdale, Míchigan (noreste)
- Condado de Williams, Ohio (este)
- Condado de DeKalb (sur)
- Condado de Noble (suroeste)
- Condado de LaGrange (oeste)

## Autopistas importantes
- Interestatal 69
- Interestatal 69
- Interestatal 90
- U.S. Route 20
- Ruta Estatal de Indiana 1
- Ruta Estatal de Indiana 120
- Ruta Estatal de Indiana 127
- Ruta Estatal de Indiana 327
- Ruta Estatal de Indiana 427
- Ruta Estatal de Indiana 827

## Demografía
En el  censo de 2000, hubo 33 214 personas, 12 738 hogares y 8916 familias residiendo en el condado. La densidad poblacional era de 108 personas por milla cuadrada (42/km²). En el 2000 había 17 337 unidades habitacionales en una densidad de 56 por milla cuadrada (22/km²). La demografía del condado era de 97,19% blancos, 0,37% afroamericanos, 0,33% amerindios, 0,40% asiáticos, 0,02% isleños del Pacífico, 0,85% de otras razas y 0,84% de dos o más razas. 2,06% de la población era de origen hispano o latino de cualquier raza. 
La renta promedio para un hogar del condado era de $44 089 y el ingreso promedio para una familia era de $50 567. En 2000 los hombres tenían un ingreso medio de $35 300 versus $23 856 para las mujeres. La renta per cápita para el condado era de $20 647 y el 6,70% de la población estaba bajo el umbral de pobreza nacional.

## Ciudades y pueblos
| - Angola - Ashley - Clear Lake | - Flint - Fremont - Hamilton | - Helmer - Hudson - Metz | - Orland - Pleasant Lake | - Steubenville - Ray |